# Tryphon subsulcatus
Tryphon subsulcatus är en stekelart som beskrevs av Holmgren 1857. Tryphon subsulcatus ingår i släktet Tryphon och familjen brokparasitsteklar. Arten är reproducerande i Sverige. Utöver nominatformen finns också underarten T. s. manshuricus.